# サンドピクチャー
サンドピクチャー（sand picture）は、密封された二枚のガラス板の中に、水、空気、複数の色の付いた砂を入れた鑑賞アイテムである。砂時計と同じ要領で、逆さにすると上から砂が落ちてくる。落ちてきた砂は様々な模様を生み出し、万華鏡同様、同じ形は二度と作られない。1990年、スイスのウィル展覧会で、オーストリア生まれのアーティスト、クラウス・ベッシュが初めて発表した。世界中で販売されており、日本でもデパートや雑貨店、またインターネットでも販売されている。